# Achillobator
Achillobator giganticus
Genre
Espèce
Achillobator (« guerrier d'Achille ») est un genre éteint de dinosaures théropodes du Crétacé supérieur ayant vécu dans l'actuelle Mongolie. C'était un carnivore bipède possédant une grosse griffe en forme de faucille sur le deuxième orteil de chaque pied arrière. Il s'agissait d'un grand dromaeosauridé mesurant entre 4,60 et 6,60 mètres, du museau au bout de la queue.
Il est représenté par une seule espèce : Achillobator giganticus, décrite par Altangerel Perle, Mark Norell et Jim Clark en 1999.

## Étymologie
Achillobator signifie « guerrier d'Achille », d'après le héros grec Achille qui combattit dans la tout autant célèbre guerre de Troie. Le mot bator est un mot mongol signifiant guerrier ou héros. Achille fut tué par une flêche au pied, et le nom y fait allusion en mentionnant l'organe offensif des dromaeosauridés, à savoir la grosse griffe à chaque pied.
Une seule espèce a été nommée à ce jour, Achillobator giganticus. Le nom fait référence à la très grande taille de l'animal par rapport à celle des autres membres de sa famille, beaucoup plus petits.
Ce dinosaure a été décrit pour la première fois en 1999 par Altangerel Perle, Mark Norell et Jim Clark.

## Classification
Achillobator a été classé parmi les dromaeosauridés, une famille de dinosaures considérée comme proche des oiseaux. Les liens unissant Achillobator et les autres représentants de la famille des dromaeosauridés sont mal connus. La famille compte entre autres les genres Deinonychus, Dromaeosaurus et le fameux Velociraptor.

## Localisation et époque
De nombreux squelettes de dinosaures et d'autres fossiles ont été retrouvés dans le désert de Gobi au cours du XXe siècle. Des restes d'Achillobator ont été retrouvés dans la formation de Bayan Shireh, dans la province de Dornogovi, en Mongolie.
Le Bayan Shireh contient des sédiments du Crétacé supérieur. L'âge exact est inconnu, mais il y a deux hypothèses à son sujet. Jerzykiewicz et Russell, en comparant la faune du Bayan Shireh à celle d'autres endroits, ont conclu que les sédiments se sont déposés du Turonien au Campanien, il y a environ entre 93 et 80 millions d'années. Hicks et al., examinant la magnétostratigraphie de la formation ont déterminé que celle-ci était entièrement incluse dans la période du superchron normal du Crétacé, qui dura jusqu'à la fin du Santonien, datant ainsi les dépôts à 98 à 83 millions d'années.
Parmi les autres dinosaures retrouvés dans le Bayan Shireh, on trouve Alectrosaurus, Segnosaurus, Talarurus et Bactrosaurus.

## Restes
Achillobator est connu par des os désarticulés mais associés, incluant un bout de mâchoire supérieure avec quelques dents, ainsi que des vertèbres de toutes les sections de la colonne vertébrale, l'os coracoïde, des éléments du pelvis et les quatre membres.
Le pelvis montre des différences avec celui des autres dromaeosauridés. Par exemple, le pubis pointe vers l'arrière dans la même direction que l'ischium (une condition nommée opisthopubie) et a de plus petits bottillons, s'il en possède bien.